# Kojiro Shiga
Kojiro Shiga (29 agosto 1998) è un lottatore giapponese, specializzato nella lotta libera.

## Palmarès
- Campionati asiatici

Xi'an 2019: argento nei 70 kg.